# Liste des synagogues en Bulgarie
Voici la liste des synagogues, en Bulgarie.
| Nom                          | Ville         | Date de construction  | Style architectural style                                 | Statut                           | Image |  |
| ---------------------------- | ------------- | --------------------- | --------------------------------------------------------- | -------------------------------- | ----- |  |
| Synagogue de Sofia           | Sofia         | 1909                  | Architecture néo-mauresque                                | En activité                      |       |  |
| Synagogue de Plovdiv         | Plovdiv       | 1887                  | Ancienne maison d'habitation                              | En activité                      |       |  |
| Synagogue de Vidin           | Vidin         | 1894                  | Style néo-byzantin                                        | Rn ruines, mais en restauration  |       |  |
| Synagogue romaniote de Varna | Varna         | 1890                  | Architecture néo-mauresque, Style néo-gothique            | En ruines                        |       |  |
| Synagogue ashkénaze de Varna | Varna         | 1910                  | Architecture Style néo-byzantin                           | Restaurée en 2007, usage profane |       |  |
| Synagogue de Bourgas         | Burgas        | 1909                  | Architecture néo-mauresque, néo-byzantine et néoclassique | Usage profane : galerie d'art    |       |  |
| Synagogue de Samokov,        | Samokov       | 1860                  | Architecture néo-byzantine                                | En ruines                        |       |  |
| Synagogue de Pazardjik       | Pazardjik     | 1850                  | Renaissance nationale bulgare, style Néo-baroque          | Usage profane                    |       |  |
| Synagogue de Shumen          | Shumen        | milieu du XIXe siècle |                                                           | En ruines                        |       |  |
| Synagogue de Dobritch        | Dobritch      | 1887                  | Style néo-byzantin                                        | Usage profane                    |       |  |
| Synagogue de Gotse Delchev   | Gotse Delchev | début du XXe siècle   | Style néo-mauresque                                       | Usage profane                    |       |  |